# 暮林修
暮林 修（くればやし おさむ、1938年11月1日 - ）は、日本の俳優。血液型はB型。1級造園施工管理技士。

## 来歴
東京都江東区出身。東京都立上野高等学校卒。
1960年から劇団泉座、演劇集団未踏を経て、東京俳優生活協同組合に所属。
2003年頃からは教育映画、企業PVなどに出演している。

## 出演

### テレビドラマ
- ウルトラQ 第19話「2020年の挑戦」（1966年） - 渡辺カメラマン（毎日新報）
- 絶唱 第51話 - 第84話（1966年） - 宮崎上等兵
- 大河ドラマ
  - 三姉妹（1967年）
  - 竜馬がゆく （1968年） - 浪人
  - 勝海舟 第24話（1974年） - 浪人
  - 風と雲と虹と 第44話（1976年） - 興世王の兵
  - 翔ぶが如く（第一部）（1990年）
  - 太平記（1991年）
- プレイガール 第35話「夫は外で何をしていた?」
- アテンションプリーズ 最終回（1970年） - 岡崎
- ありがとう 第2シリーズ 第48話（1972年） - 菅原（夫）
- 子連れ狼 第一部（1973年） - 役人
  - 第8話「干城殺陣」
  - 第12話「鹿追い」
- サンダーマスク（1973年）
- 俺たちの旅 第23話「ついに東大に入りました!?」（1975年） - 教務員
- 江戸の旋風II 第53話「壮烈! 源三郎」（1976年） - 弥造（やくざ）
- 三男三女婿一匹 第4話（1976年） - 榊（主人）
- あかんたれ 第71話（1977年）
- 気まぐれ天使 第28話「拾ったチョコを食べないで!」（1977年）
- ご存知!女ねずみ小僧 第2話「泣くときは、いつも独り」（1977年）
- 新五捕物帳
  - 第8話「蛇の道は蛇?」（1977年） - 善平（すり）
  - 第92話「十字架の光の陰に」（1979年）
- 腐蝕の構造 第2話（1977年） - 刑事
- 気まぐれ本格派 第10話「妹十八いまごろハシカ」（1977年）
- 西遊記 第7話「日照り妖怪の子守唄」（1978年） - 村人
- おだいじに 第2話（1979年） - 藤井
- 半七捕物帳 第24話「闇からの声」（1979年）
- 土曜ワイド劇場
  - 帝銀事件 大量殺人・獄中32年の死刑囚（1980年） - 西川道彦（帝銀の行員）
  - 車椅子の弁護士・水島威 第1作（1996年） - 清水武平（患者）
- 3年B組金八先生 第1シリーズ 第17話「十五歳の母出産 その1」（1980年）
- 噂の刑事トミーとマツ 第1シリーズ 第18話「花の芸者に恋したトミー」（1980年）
- ザ・ハングマン 第22話「帰って来たドラゴン 香港カマキリ拳」（1980年） - 税関職員
- 走れ!熱血刑事 第24話「青春にキックオフ」（1981年） - 競馬場ノミ屋
- 太陽にほえろ!
  - 第460話「スニーカーよ、どこへゆく」（1981年） - 七曲署署員（看守）
  - 第631話「ロックとブルース」（1985年）
  - 第649話「ラストダンス」（1985年） - 田村光一
  - 第682話「揺れる生命」（1986年） - 車の目撃者
- 火曜サスペンス劇場
  - 松本清張スペシャル・一年半待て（1984年）
  - 松本清張スペシャル・わるいやつら（1985年） - 横武常次郎
  - 魔術はささやく（1990年）
- 花も嵐も踏み越えて 女優・田中絹代の生涯（1984年） - 祥平（絹代の兄）
- 妻たちの課外授業（1985年）
- 水曜ドラマスペシャル / 女の願い
- 評論! 家族（1990年） - 広瀬川隆（評論家）
- 代表取締役刑事 第33話「嘆きの天使」（1991年）
- さすらい刑事旅情編
  - さすらい刑事旅情編IV 第19話「瀬戸大橋・断崖に立つ女・消された記憶」（1992年）
  - さすらい刑事旅情編V 第19話「秘密写真の罠・消えた女優志願の女」（1993年）
- はぐれ刑事純情派 第5シリーズ 第12話「訪問看護婦・燃え尽き症候群の女」（1992年）
- 高校教師 第10話「ぼくたちの失敗」（1993年）
- セカンド・チャンス 第5話「別れ池のジンクス」（1995年）
- 金曜エンタテインメント / 美人記者香坂冬子の名推理 山形・高知殺意の二重奏（1997年） - 和紙職人
- ほんパラ!関口堂書店 「幽霊列車」（2000年） - 機関士
- 見逃される疾患（VP） (2003年） - 佐藤（患者）
- 港古志郎警視 Season3 第2話「消えた男」（2013年） - 中西（遺体発見者）

### CM
- 大正製薬 漢方胃腸薬